# Harry Wolff
Klas Harry Wolff (ur. 2 lipca 1905 w Nyköpingu, zm. 29 kwietnia 1987 w Sztokholmie) – szwedzki bokser kategorii piórkowej, medalista mistrzostw Europy. 
W Mistrzostwach Europy 1927 w Berlinie zdobył  srebrny medal w wadze piórkowej.